# Scorpaenidae
Schorpioenvissen (Scorpaenidae) zijn een familie van overwegend zeevissen met giftige stekels. Bekende geslachten zijn Scorpaena en Pterois (koraalduivel). Vooral de koraalduivel is zeer geliefd als aquariumvis.

## Kenmerken
De schorpioenvis heeft een grote kop met grote bek. Hun tekening is gevlekt en kleurig. De rugvin heeft 11 tot 17 stekels, de borstvinnen zijn goed ontwikkeld met 11 tot 25 stralen. De doornen van de rug-, buik- en aarsvinnen hebben gifklieren aan de basis. Een steek van de giftige vinstralen in de rugvin is pijnlijk, en kan bij sommige soorten gevaarlijk zijn voor de mens. Het gif van schorpioenvissen is thermolabiel, dat wil zeggen dat de werking van het gif verdwijnt bij hogere temperaturen.

## Leefwijze
De meest soorten zijn solitaire bodembewoners en voeden zich met kleine vissen en kreeftachtigen. Soms gebruiken zij het gif van hun vinstralen om hun slachtoffers te verlammen alvorens deze te verzwelgen.

## Verspreiding en leefgebied
Schorpioenvissen komen veel voor in subtropische en tropische wateren, maar vooral in de Indische en Stille Oceaan. De familie kent vele geslachten en honderden soorten. 

## Taxonomie
Over de taxonomie van de familie bestaat nog geen overeenstemming. Zo deelt FishBase deze familie onder in 3 onderfamilies, 25 geslachten en 200 soorten, terwijl Fishes of the World de familie onderverdeeld in 10 onderfamilies 72 geslachten en 388 soorten.
Fishbase plaatst enkele soorten in de vissenfamilie Sebastidae.

### Taxonomie volgens FishBase
FishBase verdeelt de familie onder in drie onderfamilies, 25 geslachten en 200 soorten. De volgende geslachten worden hier onderscheiden:
- Onderfamilie: Scorpaeninae
  - Hoplosebastes
  - Iracundus
  - Idiastion
  - Neomerinthe
  - Parascorpaena
  - Phenacoscorpius
  - Pogonoscorpius
  - Pontinus
  - Pteroidichthys
  - Pteropelor
  - Rhinopias
  - Scorpaena
  - Scorpaenodes
  - Scorpaenopsis
  - Sebastapistes
  - Taenianotus
  - Thysanichthys
- Onderfamilie: Sebastolobinae
  - Adelosebastes
  - Sebastolobus
  - Trachyscorpia
- Onderfamilie: Pteroinae
  - Brachypterois
  - Dentrochirus
  - Ebosia
  - Parapterois
  - Pterois

### Taxonomie volgens Fishes of the World
Volgens Fishes of the World is de familie onderverdeeld in tien onderfamilies en 388 soorten in de volgende geslachten:
- Onderfamilie: Scorpaeninae
  - Hipposcorpaena
  - Phenacoscorpius
  - Scorpaena
  - Thysanichthys
  - Hoplosebastes
  - Pogonoscorpius
  - Scorpaenodes
  - Ursinoscorpaenopsis
  - Idiastion
  - Pontinus
  - Scorpaenopsella
  - Iracundus
  - Pteroidichthys
  - Scorpaenopsis
  - Neomerinthe
  - Pteropelor
  - Sebastapistes
  - Parascorpaena
  - Rhinopias
  - Taenianotus
- Onderfamilie: Pteroinae
  - Brachypterois
  - Ebosia
  - Pterois
  - Dendrochirus
  - Parapterois
  - Pteropterus
- Onderfamilie: Sebastinae
  - Helicolenus
  - Hozukius
  - Sebastes
  - Sebastodes
  - Sebastiscus
  - Adelosebastes
  - Sebastolobus
  - Trachyscorpia
- Onderfamilie: Setarchinae
  - Ectreposebastes
  - Lioscorpius
  - Setarches
- Onderfamilie: Neosebastinae
  - Maxillicosta
  - Neosebastes
- Onderfamilie: Apistinae
  - Apistops
  - Apistus
  - Cheroscorpaena
- Onderfamilie: Tetraroginae
  - Ablabys
  - Gymnapistes
  - Notesthes
  - Snyderina
  - Centropogon
  - Hypodytes
  - Ocosia
  - Tetraroge
  - Coccotropsis
  - Liocranium
  - Paracentropogon
  - Vespicula
  - Cottapistus
  - Neocentropogon
  - Pseudovespicula
  - Glyptauchen
  - Neovespicula
  - Richardsonichthys
- Onderfamilie: Minoinae
  - Minous
- Onderfamilie: Choridactylinae
  - Choridactylus
  - Inimicus
- Onderfamilie: Synanceiinae
  - Dampierosa
  - Leptosynanceia
  - Trachicephalus
  - Erosa
  - Synanceia
- Onderfamilie: Plectrogeninae
  - Plectrogenium
- Onderfamilie: Sebastolobinae
  - Adelosebastes
  - Sebastolobus
  - Trachyscorpia